# دوري هونغ كونغ لكرة القدم 2001–02
دوري هونغ كونغ لكرة القدم 2001–02 (بالصينية: 2001–02年香港甲組足球聯賽) هو الموسم 57 من دوري هونغ كونغ لكرة القدم ‏. كان عدد الأندية المشاركة فيه 7، وفاز فيه نادي سون هي.